# Ricardo Drubscky
Sebastião Ricardo Drubscky de Campos (Belo Horizonte, 1962. január 20. –), legtöbbször egyszerűen Ricardo Drubscky, brazil labdarúgóedző, a Fluminense vezetőedzője.